# Malme
Malme este o localitate din comuna Fræna, provincia Møre og Romsdal, Norvegia, cu o suprafață de 0,36 km² și o populație de 454 locuitori (2013).